# Eupithecia batida
Eupithecia batida es una especie de polilla de la familia Geometridae. La especie fue descrita por primera vez por Paul Dognin habiendo sido descrita en 1899, con distribución en Colombia. El holotipo de la especie fue descrita en Popayán.

## Descripción
Es una polilla pequeña con una envergadura de 18 milímetros (0,7 plg) y bastante blanquecina. Borde terminal cortado en línea recta. Encima de las cuatro alas, cabeza y cuerpo son de color verdoso pálido salpicados de puntos negros. Las alas superiores tienen la costilla cortada en negro, con un pequeño punto celular, algunas manchas subterminales negras, en particular entre los segmentos 1, 2 y 3,: Notas  con algunas líneas terminales negras entre las venas. El borde inferior cuenta con algunos puntos subterminales negros. El borde de las alas se ve finamente bordeado de negro con una franja verdosa parcialmente cortada con negro al final de las nervaduras. El envés de las alas es de color blanco ligeramente verdoso, con un punto celular, una mancha extracelular redondeada y una sombra terminal negruzca. Los palpos son 1.5 veces más largos que la cabeza con antenas filiformes.